# Jonathan Requena
Jonathan Requena (Córdoba, 11 giugno 1996) è un calciatore argentino, centrocampista svincolato.

## Caratteristiche tecniche
È un centrocampista difensivo.

## Carriera
Cresciuto nelle giovanili del Banfield, esordisce in prima squadra il 2 febbraio 2013 subentrando a Roberto Brum al 69' della partita pareggiata 2-2 contro il Defensa y Justicia.
Segna la sua prima rete il 19 ottobre, fissando il punteggio sul definitivo 3-0 contro l'Aldosivi.

## Palmarès

### Club

#### Competizioni nazionali
- Campionato argentino di seconda divisione: 1

Banfield: 2013-2014